# Daniele Sansoni
Daniele Sansoni (Venezia, 29 luglio 1655 – 4 febbraio 1725) è stato un vescovo cattolico e avvocato italiano.

## Biografia
A differenza di molti prelati suoi contemporanei, si hanno molte notizie riguardanti Daniele Sansoni prima della sua consacrazione episcopale, benché fosse di «povera famiglia». Fu alunno della chiesa di San Moisè, dove si istruì nelle leggi civili. Vestì l'abito clericale il 21 settembre 1669; quindi ricevette gli ordini minori il 23 settembre 1963, il suddiaconato il 21 settembre 1675, il diaconato il 19 settembre 1676 e finalmente fu ordinato sacerdote il 18 settembre 1677. 
Studiò diritto canonico e civile all'Università di Padova, dove si laureò in utroque iure nel 1679. Fu quindi nominato avvocato ecclesiastico della curia episcopale e procuratore fiscale generale della nunziatura apostolica a Venezia il 14 aprile 1690, ruolo, quest'ultimo, che gli procurerà relazioni strette con i legati pontifici della Santa Sede. Le cronache lo presentano anche quale arciprete della chiesa di San Moisé.
Come si legge nella pagina de Il corriere ordinario datato 3 agosto 1712, lunedì 11 luglio di quell'anno, durante un concistoro segreto indetto a Roma da papa Clemente XI, il cardinale Annibale Albani (fratello del papa) «propose a nomina [...] il Vescovato di Caorle nel Dominio Veneto per Daniele Sansoni». Questa nomina è probabilmente maturata in seno alle frequentazioni diplomatiche del Sansoni con il cardinale Albani, come testimonia la lettera manoscritta a lui rivolta datata 10 dicembre 1712, conservata nell'archivio albani. Verrà consacrato il successivo 17 luglio a Roma dal cardinale Giovanni Alberto Badoer, vescovo di Brescia, che proprio in quel concistoro aveva optato per il titolo di San Marco. Restano tuttavia scarne testimonianze della sua attività in qualità di vescovo di Caorle, riportate da Gusso e Gandolfo, e si riferiscono per lo più ad interventi di restauro dei beni degli edifici sacri della città.
Il suo governo pastorale a Caorle non durò più di cinque anni, poiché già il 14 giugno 1717 fu traslato alla sede di Cittanova. In questo caso le notizie sono molto più dettagliate, grazie essenzialmente ai precisi rapporti stilati dal Sansoni in occasione delle due visite pastorali che compì nel 1721 e nel 1723, conservati negli archivi vaticani. Da queste cronache si apprende come le condizioni in cui il vescovo Sansoni trovò la diocesi croata furono di estrema povertà, al punto che il vescovo fu costretto a implorare il papa a rimandare la sua visita a causa della povertà della diocesi e dell'impossibilità di trovare un sacerdote che potesse sostituirlo degnamente . Nel resto dei documenti si può apprezzare come il vescovo riporti la situazione della cattedrale e di altre chiese della sua diocesi.
Morì il 4 febbraio 1725 per «un colpo» e fu sepolto all'interno della cattedrale di Cittanova.

## Genealogia episcopale
La genealogia episcopale è:
- Cardinale Guillaume d'Estouteville, O.S.B.Clun.
- Papa Sisto IV
- Papa Giulio II
- Cardinale Raffaele Sansone Riario
- Papa Leone X
- Papa Paolo III
- Cardinale Francesco Pisani
- Cardinale Alfonso Gesualdo di Conza
- Papa Clemente VIII
- Cardinale Pietro Aldobrandini
- Cardinale Laudivio Zacchia
- Cardinale Antonio Barberini, O.F.M.Cap.
- Cardinale Marcantonio Bragadin
- Cardinale Gregorio Barbarigo
- Cardinale Giovanni Alberto Badoer
- Vescovo Daniele Sansoni